# Peine de mort dans le Minnesota
La peine de mort fut abolie dans le Minnesota en 1911, cinq ans après la dernière exécution le 13 février 1906 à Saint Paul d'un travailleur itinérant William Williams pendu pour meurtre.
Entre 1860 et 1906, 27 personnes ont été exécutées par pendaison dans le Minnesota. À la suite de l'exécution bâclée du meurtrier William Williams en 1906, l'opinion publique se retourna contre la peine de mort. En 1911, un projet de loi sur l'abolition de la peine de mort a été promulgué, interdisant la peine de mort dans le Minnesota.
Depuis 1911, il y a eu 23 tentatives de rétablissement de la peine de mort dans le Minnesota, la plus récente datant de 2005, mais aucun de ces projets de loi n'a été adopté par la législature de l'État.

### Sources
- (en) Histoire de la peine de mort dans le Minnesota